# 伯奇克里克科勒尼
伯奇克里克科勒尼（英語：Birch Creek Colony）是位於美國蒙大拿州龐多雷縣的普查規定居民點。

## 人口
根據2020年美國人口普查的數據，伯奇克里克科勒尼的面積為1.23平方千米，皆為陸地。當地共有人口120人，而人口密度為每平方千米97.56人。